# F.C. Dominicus
Foort Cornelis Dominicus (Wemeldinge, 29 december 1884 - Den Haag, 9 juni 1976), die altijd schreef onder zijn initialen F.C. Dominicus, was leraar Nederlands en Frans en daarnaast een productief auteur. Naast vele andere onderwerpen publiceerde hij over de Nederlandse taal, de Nederlandse literatuur en Zuid-Afrika.

## Levensloop
Dominicus ging na de lagere school in zijn geboorteplaats Wemeldinge naar de normaalschool in Goes. In 1903 behaalde hij het onderwijzersexamen en begon hij zijn loopbaan als onderwijzer aan een lagere school in Millingen aan de Rijn. in 1908 stapte hij over naar een school in Maarssen. In hetzelfde jaar slaagde hij voor de hoofdakte en de LO-akte Frans. Hij ging als onderwijzer werken bij de Nutsschool in Den Haag, waar hij bleef tot in 1913. In die periode behaalde hij ook de LO-akten Engels en Duits.
In 1913 lukte het hem te worden uitgezonden naar het St. Andrew's College in Grahamstad (Kaapprovincie). Daar gaf hij les in Nederlands en Frans. In 1915 ging hij even terug naar Nederland om daar te trouwen. In 1917 won hij een prijsvraag van de Suid-Afrikaanse Akademie vir Wetenskap en Kuns. Dat resulteerde in een boek, dat in 1919 verscheen:  Het huiselik en maatschappelik leven van de Zuid-Afrikaner in de eerste helft der 18de eeuw. Al in Zuid-Afrika bereidde hij zich voor op het toelatingsexamen tot de universiteit. Hij slaagde daarvoor in 1920.
Toen hij geslaagd was, keerde hij met zijn gezin naar Nederland terug. In 1921 trad hij als leraar Nederlands in dienst bij de net opgerichte  Vierde Gemeentelijke HBS in Den Haag. Hij bleef daar tot zijn pensionering in 1949, ook toen de hbs in 1925 werd omgevormd tot Eerste Gemeentelijk Lyceum en in 1946 herdoopt in Grotius Lyceum.
In 1921, het jaar dat hij een studie Nederlands begon aan de Leidse universiteit, behaalde hij zijn MO-akte Engels. In 1922 haalde hij ook zijn MO-akte Frans; vanaf dat moment gaf hij op zijn school ook Frans. In 1924 deed hij doctoraal examen Nederlandse letteren. Hij was nu, behalve voor Nederlands, ook bevoegd voor geschiedenis en aardrijkskunde. In 1928 promoveerde hij op de dissertatie Het ontslag van Wilhelm Adriaen van der Stel, een geschiedkundig onderwerp. Herman Theodoor Colenbrander was zijn promotor.
Naast zijn baan als leraar had hij vele nevenactiviteiten. In 1931 werd hij lid van de Maatschappij der Nederlandse Letterkunde. Hij had een nooit aflatende belangstelling voor taalkunde en hield zich bijvoorbeeld bezig met de Scandinavische talen, maar ook met het Esperanto. Hij publiceerde een Esperanto-woordenschat met oefenboekje. Tussen 1940 en 1949 gaf hij ook les aan de (in 1970 opgeheven) Hogere Zeevaartschool in Scheveningen. Tussen 1943 en 1946 studeerde hij voor de MO-akte Duits onder het motto ‘Nu heb ik die twee wel en die ene niet’. In 1946 had hij alle drie de akten, Engels, Frans en Duits. Ook maakte hij vele reizen, onder andere naar het Midden-Oosten, Griekenland, Spitsbergen en Finland.
In 1947 werd hij benoemd tot ridder in de Orde van Oranje-Nassau. Bij zijn pensionering in 1949 kreeg hij de grote zilveren medaille van de gemeente ‘s-Gravenhage. Ook na die tijd bleef hij tot ver in de jaren vijftig als tijdelijk docent en invaller bij vele middelbare scholen in Den Haag werkzaam. Ook bleef hij publiceren. In 1976 werd hij op 91-jarige leeftijd fietsend bij het Vredespaleis door een tram gegrepen. Hij had een manuscript voor een artikel bij zich, dat hij had willen inleveren bij de krant Het Vaderland. Hij overleed aan de gevolgen van de botsing.

## Werken
Dominicus publiceerde tientallen boeken. Vele daarvan zijn schoolboeken, maar hij schreef ook over de Nederlandse taal, pedagogiek en Zuid-Afrika, waarmee hij een bijzondere band had. Hij was een verdediger van het apartheidssysteem. Een van zijn boeken heette Apartheid een wijze voorzorg. Zijn bekendste boek over de Nederlandse taal was Schrijft u ook zulk Nederlands?, waarin hij veel voorkomende fouten in het gebruik van de Nederlandse taal behandelt.
Daarnaast schreef hij tal van artikelen over de meest uiteenlopende onderwerpen, van het Zuid-Bevelandse dialect tot en met Basutoland. Zo schreef hij onder andere voor de Nieuwe Haagsche Courant, Het Vaderland, De Telegraaf, De Vacature, Levende Talen, Onze Taal, De Nieuwe Taalgids en het Haagsch Maandblad. Als zelfverklaard taalpurist voelde hij zich verwant met Charivarius. Samen met hem schreef hij het boek Oefeningen bij ‘Is dat goed Nederlands?’. 
Veel van zijn artikelen hadden een polemisch karakter. Zo sabelde hij een nieuw verschenen bloemlezing voor middelbare scholieren neer:
Tot dusver had klaarblijkelijk geen leraar kans gezien de smaak van onze leerlingen voldoende te peilen. Maar deze samenstelster zal het ons nu eens leren. Zij levert ons tegen de civiele prijs van f 4,90 (vier gulden negentig cent) 56 (zes en vijftig) bladzijden tekst, dat is ongeveer 9 cent per bladzijde. En dan zegt het prospectus: ‘Met het oog op de jongeren kost het slechts f 4,90, wat alleen mogelijk is, omdat alle medewerkenden van winst hebben afgezien.’
We rillen bij de gedachte wat dit boek zou gekost hebben als het niet toevallig uit de handen van een groep altruïsten was gekomen.
Met hetzelfde sarcasme polemiseerde Dominicus tegen de Vijftigers, hoewel hij eerlijk genoeg was om toe te geven dat sommige van hun gedichten hem ‘wel wat deden’.
Dominicus was ook een onvermoeibaar schrijver van ingezonden stukken. Zijn motivatie was: ‘Waar onrecht is, daar vlieg ik op af’ (De Telegraaf, 17 mei 1965). Over kritiek op Zuid-Afrika (waar een groot aantal ingezonden stukken over handelde) merkte hij op: ‘In Nederland zijn de mensen erg eigenwijs. Ze weten precies hoe elk land geregeerd moet worden, behalve 't eigen land’ (Reformatorisch Dagblad, 14 januari 1975).

## Publicaties (selectie)
- Het huiselik en maatschappelik leven van de Zuid-Afrikaner in de eerste helft der 18de eeuw, Martinus Nijhoff, ‘s-Gravenhage, 1919. De tekst van dit boek is hier te vinden.
- Het ontslag van Wilhelm Adriaen van der Stel, Nijgh & Van Ditmar, Rotterdam, 1928.
- Esperanto-woordenschat: Een verzameling van woorden en uitdrukkingen uit de dagelijksche omgangstaal voor cursussen en voor zelfonderricht, Nijgh & Van Ditmar, Rotterdam, 1931 (samen met H.J. Bulthuis).
- De proef op de som: Oefenboekje bij Esperanto-woordenschat, Nijgh & Van Ditmar, Rotterdam, 1932.
- Bijbel en openbare school, Drukkerij C Blommendaal, ’s-Gravenhage, 1937 (Reeks ‘Tijdseinen (Stemmen uit Christelijk-Historischen kring)’, nr. 4).
- De Volkenbond, nu en straks, Drukkerij C Blommendaal, ’s-Gravenhage, 1940 (Reeks ‘Tijdseinen (Stemmen uit Christelijk-Historischen kring)’, nr. 29).
- Goed moedertaalonderwijs, een vaderlandsch belang, Drukkerij C Blommendaal, ’s-Gravenhage, 1941 (Reeks ‘Tijdseinen (Stemmen uit Christelijk-Historischen kring)’, nr. 41).
- Oefeningen bij ‘Is dat goed Nederlands?’, Van Goor, Den Haag, 1942 (samen met Charivarius).
- Het euvel der schoolexamens, Drukkerij C Blommendaal, ’s-Gravenhage, 1948 (Reeks ‘Tijdseinen (Stemmen uit Christelijk-Historischen kring)’, nr. 51).
- Woordkennis en woordgebruik: Een lexicologische handleiding ten dienste van inrichtingen voor voortgezet onderwijs, Van Goor, Den Haag, 1950.
- Volledige spellinggids, Van Goor, Den Haag, 1956.
- Schrijft u ook zulk Nederlands?, Van Goor, Den Haag, 1961 (tweede, uitgebreide druk in 1962).
- Apartheid een wijze voorzorg, De Banier, Utrecht, 1966.
- Zwarten en zwartgemaakten, De Banier, Vianen, 1968.
- Het belasterde Zuid-Afrika, De Banier, Utrecht, 1975.